# Wim Rijsbergen
Wilhelmus Gerardus Rijsbergen, detto Wim (Leida, 18 gennaio 1952), è un allenatore di calcio ed ex calciatore olandese, di ruolo difensore.
È stato un difensore della celebre Olanda degli anni settanta, oltre che allenatore della nazionale di Trinidad e Tobago.

## Carriera

### Club
Rijsbergen inizia nel 1970 la sua carriera professionistica nelle file del PEC Zwolle. L'anno dopo passa al Feyenoord Rotterdam, con cui vince nel 1974 il campionato e la Coppa UEFA. Nel 1978 si trasferisce nella NASL, dove conquista, con la maglia dei New York Cosmos, due titoli. Tornato in patria gioca nell'Utrecht, con cui vince la Coppa d'Olanda nel 1985. Si ritira l'anno successivo.

### Nazionale
Rijsbergen gioca la prima partita in Nazionale il 5 giugno 1974, poco prima del Mondiale, dove scende in capo in tutte le sette gare. Gioca anche una partita nell'Europeo del 1976, mentre la carriera con gli oranje termina durante il Mondiale del 1978, al termine delle tre partite della prima fase.

### Allenatore
Dopo aver terminato la carriera agonistica Rijsbergen comincia ad allenare. Nel 2006 è assistente di Leo Beenhakker sulla panchina della nazionale di Trinidad e Tobago: la squadra partecipa al Mondiale terminando la propria corsa dopo la prima fase, ma in seguito Rijsbergen assume da solo l'incarico.

## Palmarès

### Giocatore

#### Club

##### Competizioni nazionali
- Campionato olandese: 1

Feyenoord: 1973-1974
- Coppa dei Paesi Bassi: 1

Utrecht: 1984-1985
- Campionato NASL: 2

New York Cosmos: 1980, 1982

#### Competizioni internazionali
- Coppa UEFA: 1

Feyenoord: 1973-1974